# بطاقة الهوية الكويتية

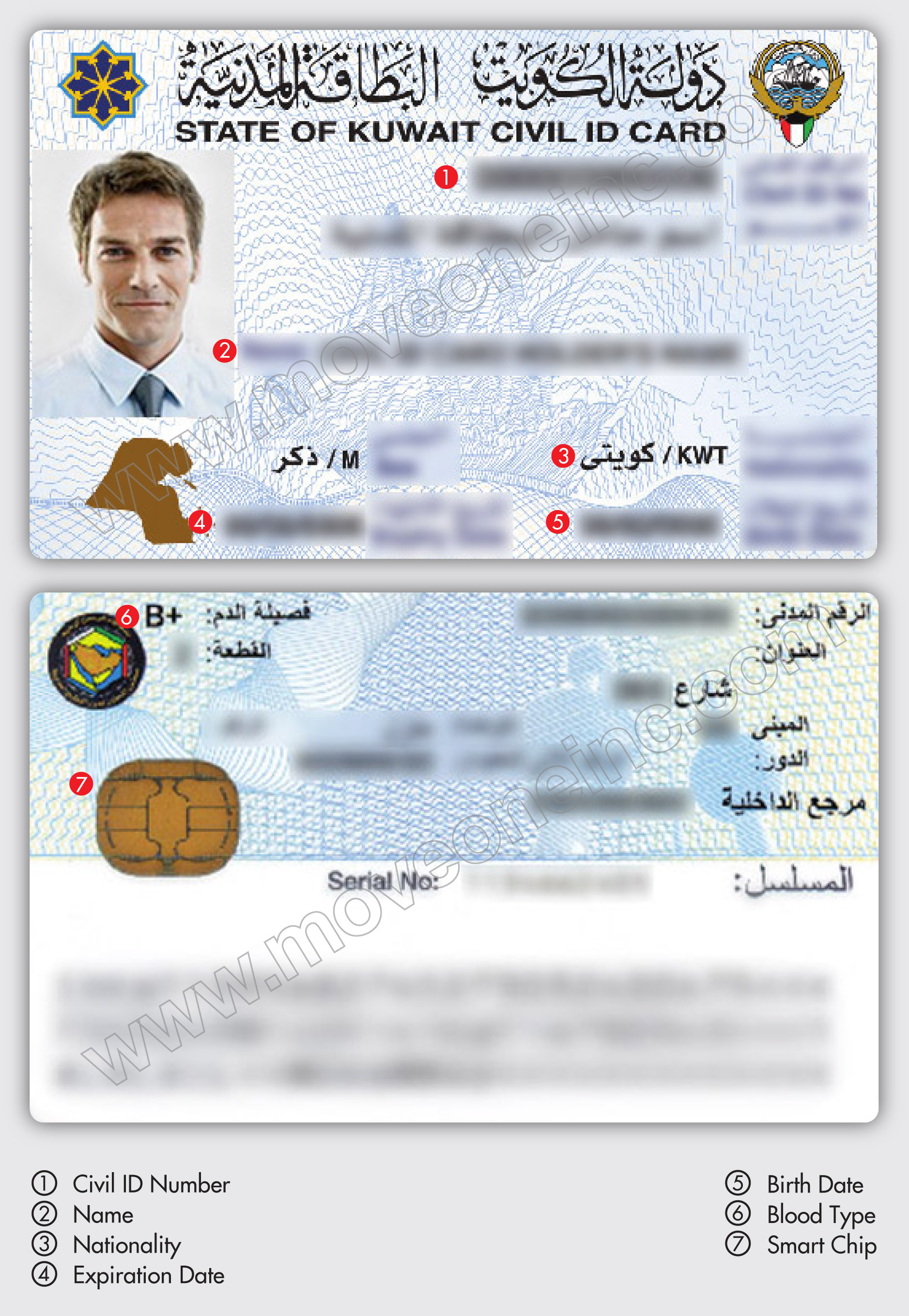
الجهة الأمامية والخلفية لبطاقة الهوية الكويتية

بطاقة الهوية الكويتية يتم إصدارها للمواطنين الكويتيين. يمكن استخدامها كوثيقة سفر عند زيارة دول مجلس التعاون الخليجي.